# Friedrich von Ingenohl
Gustav Heinrich Ernst Friedrich von Ingenohl (Neuwied, 30 de junho de 1857 — Berlim, 19 de dezembro de 1933) foi um almirante alemão, comandante da Frota de Alto-Mar no início da Primeira Guerra Mundial.
Sua intenção de atacar a Marinha Real Britânica numa ofensiva rápida e decisiva não foi aprovada pelo almirantado alemão. Ingenohl repetidamente tentou pequenas incursões contra os britânicos, com o objetivo de provocar um contra-ataque imprudente e assim dar vantagem à marinha alemã. Suas intenções não se materializaram, e no primeiro combate desse tipo em 28 de agosto de 1914, na Batalha da Angra da Heligolândia, a Marinha Imperial Alemã perdeu três cruzadores rápidos e um torpedeiro. Depois fracasso similar em 24 de janeiro de 1915 na Batalha do Banco de Dogger, Ingenohl entregou o comando da frota ao almirante Hugo von Pohl.